# Ruch Literacki (miesięcznik)

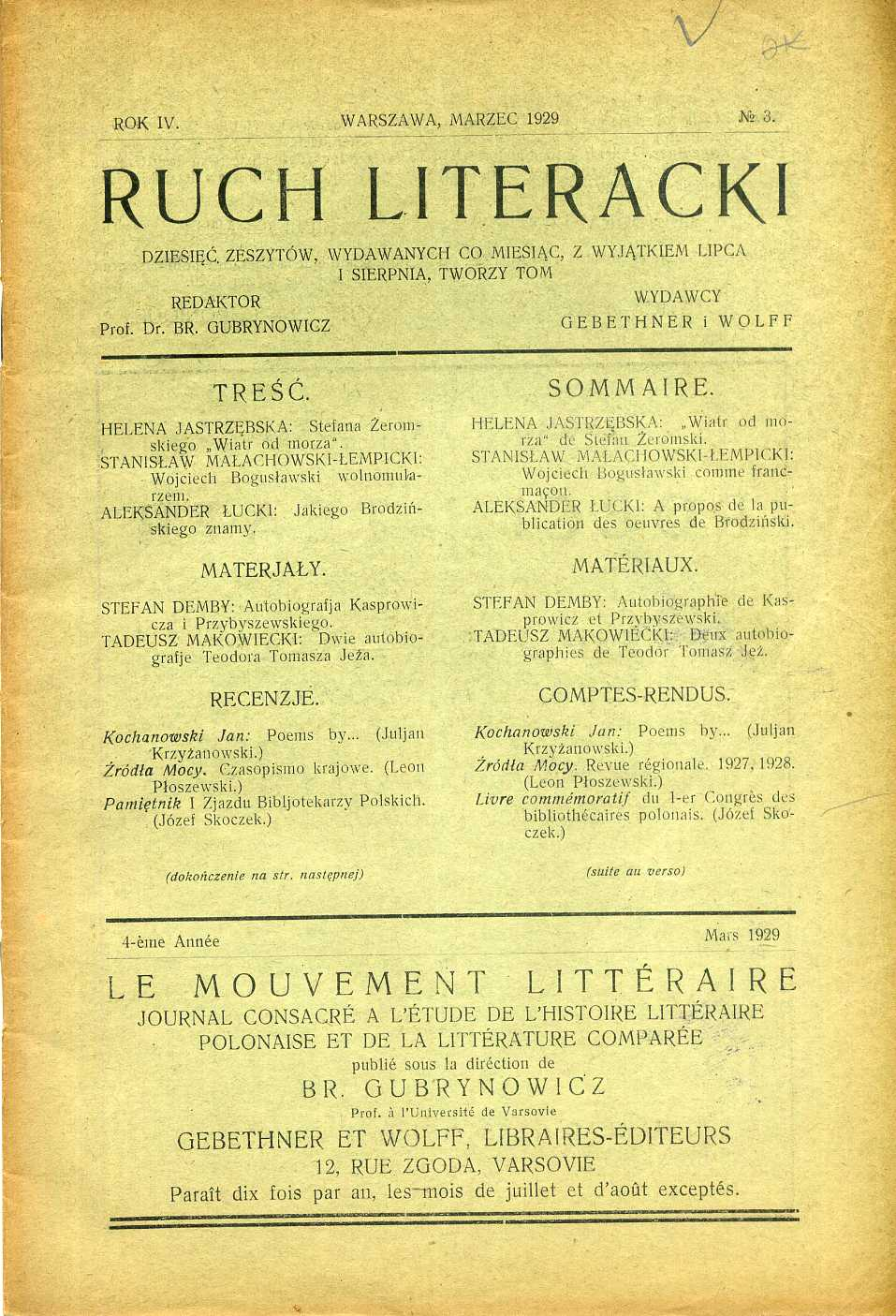
Okładka miesięcznika Ruch Literacki z marca 1929 roku.

Ruch Literacki – polski miesięcznik naukowy ukazujący się w latach 1926–1939.
Miesięcznik powstał z inicjatywy Bronisława Gubrynowicza. Poświęcony był literaturoznawstwu i krytyce literackiej. Jego założenia były podobne do „Pamiętnika Literackiego”. Jednak z powodu mniejszej objętości publikowano w nim teksty krótsze, często bibliograficzne oraz informacyjne. W miesięczniku pisali m.in. Aleksander Brückner, Stanisław Pigoń, Kazimierz Czachowski, a także slawiści zagraniczni. Wydawane również były numery monograficzne, poświęcone takim twórcom, jak Jan Kochanowski, Joseph Conrad, Stanisław Wyspiański, Johann Wolfgang Goethe.